# Тиосерная кислота
Тиосерная кислота — неорганическое соединение, двухосновная сильная кислота с формулой H2SO3S. Бесцветная вязкая жидкость, реагирует с водой. Образует соли — неорганические тиосульфаты. Тиосерная кислота содержит два атома серы, один из которых имеет степень окисления +4, а второй — 0.

## Получение
- Реакция сероводорода и триоксида серы в диэтиловом эфире при низких температурах:

{\displaystyle {\mathsf {H_{2}S+SO_{3}\ {\xrightarrow {<-5^{o}C}}\ H_{2}SO_{3}S}}}
- Действие газообразного хлористого водорода на тиосульфат натрия:

{\displaystyle {\mathsf {Na_{2}SO_{3}S+2HCl\ {\xrightarrow {<-80^{o}C}}\ H_{2}SO_{3}S+2NaCl}}}

## Физические свойства
Тиосерная кислота образует бесцветную вязкую жидкость, не замерзающую даже при очень низкой температуре. Термически неустойчива — разлагается уже при комнатной температуре.
Быстро, но не мгновенно, разлагается в водных растворах. В присутствии серной кислоты разлагается мгновенно.

## Химические свойства
- Термически очень неустойчива:

{\displaystyle {\mathsf {2H_{2}S_{2}O_{3}\ \xrightarrow {>-78^{o}C} \ H_{2}S_{3}O_{6}+H_{2}S\uparrow }}}
- В кислой среде разлагается:

{\displaystyle {\mathsf {H_{2}SO_{3}S\ \xrightarrow {H^{+}} \ SO_{2}\uparrow +S\downarrow +H_{2}O}}}
- Реагирует со щелочами:

{\displaystyle {\mathsf {H_{2}SO_{3}S+2NaOH\ {\xrightarrow {}}\ Na_{2}S_{2}O_{3}+2H_{2}O}}}
- Реагирует с галогенами:

{\displaystyle {\mathsf {H_{2}SO_{3}S+4Br_{2}+5H_{2}O\ \xrightarrow {} \ 2H_{2}SO_{4}+8HBr\uparrow }}}
Образует сложные эфиры — органические тиосульфаты.